# نظرية النظام التنموي
نظرية التطور المنهجي هو نظرية التطور البيولوجي، علم الوراثة والتطورويؤكد على المساهمة المشتركة الجينات والبيئة التخلق في عملية التنمية على عكس النظريات العلمية التقليدية، التوقيت الصيفي لا تستخدم مباشرة للمساعدة في التنبؤ النتائج التجريبية، بل على العكس من ذلك، تعتبر مجموعة من النماذج الفلسفية والنفسية والعلمية وبصفة عامة، فإن هذه النماذج أثبتت أن نظرية التطور الحديثة التوليفنظرية التطور المنهجي يحتوي على عدد كبير من وجهات النظر، والتي تمتد إلى التفسير البيولوجي الكائن الحي التنمية، وتعتبر نظرية التطور الحديثة

## نظرة عامة
تتبنى جميع إصدارات نظرية النظم التنموية الرأي القائل:
- تعمل جميع العمليات البيولوجية (بما في ذلك التطور والتطوير) من خلال التجميع المستمر للهياكل الجديدة.
- كل هيكل من هذا القبيل يتجاوز الهياكل التي نشأ منها وله خصائص منهجية ومعلومات ووظائف وقوانين.
- على العكس من ذلك، فإن كل هيكل من هذا القبيل غير قابل للاختزال في نهاية المطاف إلى أي مستوى أقل (أو أعلى) من الهيكل، ويمكن وصفه وتفسيره فقط وفقًا لشروطه الخاصة.
- علاوة على ذلك، لا يمكن حساب العمليات الرئيسية التي تعمل من خلالها الحياة ككل، بما في ذلك التطور والوراثة وتطور كائنات معينة، إلا من خلال دمج العديد من طبقات الهيكل والعملية أكثر من المفاهيم التقليدية لـ «الجين» و «البيئة» تسمح عادة ل.

وبعبارة أخرى، على الرغم من أنها لا تدعي أن جميع الهياكل متساوية، فإن نظرية نظم التنمية تعارض بشكل أساسي الاختزال بجميع أنواعها. وباختصار، فإن نظرية النظم الإنمائية تهدف إلى صياغة منظور لا يفترض الأولوية السببية (أو الوجودية) لأي كيان معين، وبالتالي يحافظ على انفتاح تفسيري على جميع الجبهات التجريبية. على سبيل المثال، هناك مقاومة قوية للافتراضات المنتشرة على نطاق واسع والتي يمكن للمرء أن يتحدث بشكل مشروع عن الجينات «ل» شخصيات ظاهرية محددة أو أن التكيف يتكون من تطور «تشكيل» الأنواع السلبية أكثر أو أقل، بدلا من التكيف تتكون من الكائنات الحية التي تقوم باختيار وتحديد وتشكيل وغالبا ما تخلق محاريبها.

### ستة مواضيع DST[1]

#### 1. التحديد المشترك لأسباب متعددة
التنمية نتاج العديد من المصادر المتفاعلة.

#### 2. حساسية السياق والطوارئ
يعتمد التطور على الحالة الحالية للكائن الحي.

#### 3. الميراث الممتد
يرث الكائن الحي الموارد من البيئة بالإضافة إلى الجينات.

#### 4. التنمية كعملية بناء
يساعد الكائن الحي في تشكيل بيئته الخاصة، مثل الطريقة التي يبني بها القندس سدًا لرفع مستوى المياه لبناء نزل.

#### 5. التحكم الموزع
فكرة أنه لا يوجد مصدر واحد للتأثير له سيطرة مركزية على تطور الكائن الحي.

#### 6. التطور كبناء
تطور نظام تنموي كامل ، بما في ذلك النظم البيئية الكاملة التي تشكل الكائنات الحية أجزاء منها، وليس فقط التغييرات في كائن أو مجموعة معينة.

### استعارة حسابية
لتبني استعارة الحوسبة، يفترض الاختزاليون الذين تعارض نظرية النظم التنموية أن العوامل السببية يمكن تقسيمها إلى «عمليات» و «بيانات»، كما هو الحال في بنية الكمبيوتر في جامعة هارفارد. البيانات (المدخلات والموارد والمحتوى وما إلى ذلك) مطلوبة من قبل جميع العمليات، ويجب أن تقع في كثير من الأحيان ضمن حدود معينة إذا كانت العملية المعنية هي الحصول على نتائجها «الطبيعية». ومع ذلك، فإن البيانات وحدها عاجزة عن إنشاء هذه النتيجة، في حين أن العملية قد تكون «راضين» مع مجموعة كبيرة من البيانات البديلة.
نظرية النظم التنموية، على النقيض من ذلك، يفترض أن عملية / تمييز البيانات هو في أحسن الأحوال مضللة وفي أسوأ الأحوال كاذبة تماما، وأنه في حين أنه قد يكون من المفيد لأسباب واقعية أو نظرية محددة جدا للتعامل مع هيكل الآن كعملية والآن كمسند، هناك دائما خطر (الذي التخفيون يستسلمون بشكل روتيني) أن هذه الراحة المنهجية سيتم تعزيزها في استنتاج الوجودية. في الواقع، بالنسبة لـ أنصار التوقيت الصيفي، إما أن تكون كافة الهياكل عملية وبيانات، اعتماداً على السياق، أو حتى أكثر جذرية، لا يوجد هيكل إما.

### عدم التماثل الأساسي
بالنسبة للاختزال، هناك عدم تناسق أساسي بين العوامل السببية المختلفة، في حين أنه بالنسبة لـ DST لا يمكن تبرير مثل هذه التباينات إلا لأغراض محددة، ويجادلون بأن العديد من الأغراض (غير المعلنة بشكل عام) التي تم وضع مثل هذه التباينات (المبالغ فيها بشكل عام) غير شرعية علميا. وهكذا، بالنسبة لنظرية النظم التنموية، فإن العديد من الفروق الأكثر تطبيقا على نطاق واسع وغير المتماثلة والمشروعة تماما التي يستخلصها علماء الأحياء (بين، على سبيل المثال، العوامل الوراثية التي تخلق عوامل محتملة وبيئية تختار النتائج أو العوامل الوراثية للتحديد والعوامل البيئية لتحقيق) تحصل على شرعيتها من الوضوح المفاهيمي والخصوصية التي يتم تطبيقها بها، وليس من استغلالها لحقيقة وجودية عميقة وغير قابلة للاختزال حول السببية البيولوجية. يمكن حل مشكلة واحدة عن طريق عكس اتجاه السببية المحددة بشكل صحيح في أخرى. هذا التكافؤ في العلاج مهم بشكل خاص عند مقارنة التفسيرات التطورية والتنموية لواحد ونفس شخصية الكائن الحي.

### نهج التوقيت الصيفي
إحدى نتائج هذا النهج هي أن نظرية الأنظمة التنموية تجادل أيضا بأن ما هو موروث من جيل إلى جيل هو صفقة جيدة أكثر من مجرد جينات (أو حتى العناصر الأخرى، مثل الزيجوت المخصب، والتي يتم الاعتراف بها أيضا في بعض الأحيان). ونتيجة لذلك، فإن الكثير من الإطار المفاهيمي الذي يبرر نماذج «الجينات الأنانية» تعتبره نظرية النظم التنموية ليست ضعيفة فحسب، بل خاطئة في الواقع. لا يتم بناء العناصر الرئيسية للبيئة وتوريثها ماديا مثل أي جين فحسب، بل تصبح التعديلات النشطة على البيئة من قبل الكائن الحي (على سبيل المثال، تل النمل الأبيض أو سد القندس) عوامل بيئية رئيسية يتم التعامل معها في المستقبل التكيف. وهكذا، بمجرد أن يبدأ النمل الأبيض في بناء أعشاشه الضخمة، فإن متطلبات العيش في تلك الأعشاش ذاتها التي يجب أن تتكيف معها الأجيال القادمة من النمل الأبيض.
وقد يتخذ هذا الميراث أشكالاً عديدة ويعمل على عدة مقاييس، مع تعدد نظم الميراث التي تكمل الجينات. من الموقف وآثار الأم على التعبير الجيني إلى الميراث اللاجيني إلى البناء النشط ونقل الأجيال للمكوّنات الدائمة، تقول نظرية أنظمة التنمية أنه لا يمكن فهم الميراث فقط ولكن التطور ككل فقط من خلال الأخذ في الاعتبار مجموعة أوسع بكثير من «المستنسخين» أو «أنظمة الميراث» - الوراثية، اللاجينية، السلوكية والرمزية - من الجينات «الذرية» للارواروينية الجديدة و"replicators" الشبيهة بالجينات. تعتبر DST كل مستوى من البنية البيولوجية عرضة للتأثير من جميع الهياكل التي تحيط بها، بغض النظر عن ذلك من أعلى أو أسفل أو أي اتجاه آخر - وهو اقتراح يلقي بظلال من الشك على بعض المطالبات الأكثر مركزية والمحتفلة في علم الأحياء (الشعبي والمهني)، وليس أقلها «العقيدة المركزية» لعلم الوراثة مندلي، أي تحديد مباشر للحرف الظاهري من قبل النمط الجيني، ومفهوم أن أي جانب من جوانب النشاط أو الخبرة البيولوجية (أو النفسية أو أي شكل أعلى) قادر على «تفسير» وراثي أو تطوري مباشر أو شامل.
ومن الواضح أن نظرية النظم التنموية تتعارض بشكل جذري مع كل من نظرية الداروينية الجديدة ومعالجة المعلومات. في حين أن الداروينية الجديدة تحدد التطور من حيث التغيرات في توزيع الجينات، فإن احتمال حدوث تغيير كبير تطوريًا والحفاظ عليه دون أي تغيير مماثل مباشر في الترددات الجينية هو افتراض أولي لنظرية النظم التنموية، تمامًا كما يعتبر «تفسير» الداروينية الجديدة للظواهر من حيث اللياقة الإنجابية ضحلة في الأساس. حتى المعادلة الآلية الواسعة الانتشار «للجين» مع تسلسل الحمض النووي المحدد قد تم طرحها موضع تساؤل، وكذلك التفسيرات المماثلة للتطور والتكيف.
وبالمثل، فإن النموذج العام، وظيفية، ومكافحة التنمية المقدمة من قبل نظرية معالجة المعلومات هو أيضا تحديا شاملا من قبل DST الأدلة، الأدلة التي تشير إلى أن ليس هناك هيكل واضحولذلك، ما هي المعلومات التي تعتمد كليا على المحتوى والسياق الذي يتم إنتاج المعلومات، والمعلومات التي يتم ترجمتها وتطبيقها.

## نقد
بينما الفيلسوف نيفين سيسكنديتش، لا يرفض نظرية النظم التنموية، فهو يزعم أن أنصاره ينسون أن الدور بين مستويات التفاعل هو في نهاية المطاف قضية تجريبية، لا يمكن تسويتها من خلال تكهنات مسبقة؛ ولكن لا يمكن أن يكون هناك أي تغيير في نظرية نظرية النظم الإنمائية. يلاحظ Sesardic أنه في حين أن ظهور سرطان الرئة هو عملية معقدة للغاية تنطوي على عمل مشترك للعديد من العوامل والتفاعلات، فإنه ليس من غير المعقول الاعتقاد بأن التدخين له تأثير على سرطان الرئة النامية. لذلك، على الرغم من أن العمليات التنموية تفاعلية للغاية، والسياق تعتمد ومعقدة للغاية، فمن غير الصحيح استنتاج الآثار الرئيسية للوراثة والبيئة من غير المرجح أن تكون موجودة في "الفوضى". يجادل سيسارديتش بأن فكرة أن تغيير تأثير عامل واحد يعتمد دائماً على ما يحدث في عوامل أخرى هو ادعاء تجريبي، فضلا عن واحد كاذبة . على سبيل المثال، بكتيريا عصية تورينغنسيس تنتج بروتيناً ساماً لليرقات. وقد وضعت الجينات من هذه البكتيريا في النباتات المعرضة لليرقات والحشرات المضي قدما في الموت عندما يأكلون جزءا من النبات، لأنها تستهلك البروتين السام. وبالتالي يجب تقييم النهج التنموية على أساس كل حالة على حدة وفي رأي Sesardic، DST لا تقدم الكثير إذا طرحت فقط في المصطلحات العامة. وتميز عالمة النفس ليندا غوتفريدسون "مغالطة ما يسمى بـ "التفاعل" عن الاستخدام التقني للتفاعل بين الجينات والبيئة للدلالة على تأثير بيئي غير مضاف مشروط بالنمط الجيني. إن الإفراط في التعميم "التفاعلات" لا يمكن أن يجعل محاولات تحديد المساهمات الوراثية والبيئية بلا معنى. حيث يحاول علم الوراثة السلوكية لتحديد أجزاء من الاختلاف التي تمثلها علم الوراثة، البيئية - النموية مثل محاولة DST لتحديد المسار النموذجي للتنمية البشرية، واستنتاج خاطئ يتم تغيير الموضوع المشترك بسهولة.
حجة Sesardic أخرى تتعارض مع مطالبة DST أخرى باستحالة تحديد مساهمة تأثير السمات (الوراثية مقابل البيئة). ويتبع بالضرورة سمة لا يمكن أن يعزى سببيا إلى البيئة كما الجينات والبيئة لا ينفصلان في DST. ومع ذلك، فإن DST ، التي تنتقد التوريث الجيني، تدعو إلى البحث التنموي للآثار البيئية، وهو تناقض منطقي. Barnes et al. جعلت انتقادات مماثلة مراقبة القدرة البشرية الفطرية للغة (وراثية عميقة) لا يحدد لغة محددة منطوقة (تأثير بيئي سياقي). ومن الممكن من حيث المبدأ فصل آثار الجينات والبيئة. وبالمثل، يجادل ستيفن بينكر إذا كان لا يمكن فصل الجينات والبيئة فعليا، فإن المتحدثين لديهم تصرف وراثي حتمي لتعلم لغة أصلية معينة عند التعرض. على الرغم من اتساقها على ما يبدو مع فكرة التفاعل بين الجينات والبيئة، يجادل بينكر أنه مع ذلك موقف سخيف لأن الأدلة التجريبية تظهر أن النسب ليس له أي تأثير على اكتساب اللغة–غالبا ما تكون الآثار البيئية قابلة للفصل عن الآثار الوراثية.

## النظريات ذات الصلة
نظرية النظم التنموية ليست مجموعة من المفاهيم في المعنى الضيق، مع الحدود بين النماذج المجاورة وتشمل الأفكار ذات الصلة، بما في ذلك النصوص الرئيسية
- تأثير بالدوين [2]
- علم الأحياء التطوري
- الداروينية العصبية [3]
- تولد الاحتمالي [4]
- النظم التطوري العلائقية [5]

### فهرس
- Baldwin, J. Mark (23 Aug 1895). "Consciousness and Evolution". Science (بالإنجليزية). 2 (34): 219–223. Bibcode:1895Sci.....2..219B. DOI:10.1126/science.2.34.219. ISSN:0036-8075. PMID:17835006. Archived from the original on 2022-08-22.

أعيد طبعه كـ: Baldwin، J. Mark (1896). "Psychology". The American Naturalist. ج. 30 ع. 351: 249–255. DOI:10.1086/276362. ISSN:0003-0147. JSTOR:2452622.
Baldwin, J. Mark (1896). "A New Factor in Evolution". The American Naturalist (بالإنجليزية). 30 (354): 441–451. DOI:10.1086/276408. ISSN:0003-0147. JSTOR:2453130.
Baldwin، J. Mark (1896). "A New Factor in Evolution (Continued)". The American Naturalist. ج. 30 ع. 355: 536–553. DOI:10.1086/276428. ISSN:0003-0147. JSTOR:2453231.
Baldwin، J. Mark (1902). Development and Evolution. New York : Macmillan. اطلع عليه بتاريخ 2020-01-01.
- دوكينز، ر. (1976). الجين الأناني . نيويورك: مطبعة جامعة أكسفورد.
- دوكينز، ر. (1982). النمط الظاهري الممتد . أكسفورد: مطبعة جامعة أكسفورد.
- إيدلمان، جنرال موتورز (1987). الداروينية العصبية: نظرية اختيار المجموعة العصبية . نيويورك: كتب أساسية.
- إيدلمان، جنرال موتورز وتونوني، جي (2001). وعي - إدراك. كيف يصبح العقل خيال . لندن: البطريق.
- جودوين، كولومبيا البريطانية (1995). كيف غيّر النمر مواقعه . لندن: أوريون.
- Goodwin، BC and Saunders، P. (1992). علم الأحياء النظري. الترتيب اللاجيني والتطوري من الأنظمة المعقدة . بالتيمور: مطبعة جامعة جونز هوبكنز.
- جابلونكا، إي، ولامب، إم جي (1995). الوراثة والتطور فوق الجينات. البعد اللاماركي . لندن: مطبعة جامعة أكسفورد.
- كوفمان، سا (1993). أصول النظام: التنظيم الذاتي والاختيار في التطور . أكسفورد: مطبعة جامعة أكسفورد.
- ليفينز، ر. وليونتين، ر. (1985). عالم الأحياء الجدلي . لندن: مطبعة جامعة هارفارد.
- Lewontin، Richard C. (2000). The Triple Helix: Gene, Organism, and Environment. Harvard University Press. ISBN:0-674-00159-1.Lewontin، Richard C. (2000). The Triple Helix: Gene, Organism, and Environment. Harvard University Press. ISBN:0-674-00159-1. Lewontin، Richard C. (2000). The Triple Helix: Gene, Organism, and Environment. Harvard University Press. ISBN:0-674-00159-1.
- نيومان هيلد، إم (1999). الجين ميت - يعيش الجين. تصور الجينات بطريقة البناء. في P. Koslowski (محرر.). علم الاجتماع والاقتصاد الحيوي: نظرية التطور في التفكير الاقتصادي والبيولوجي، ص. 105 - 137. برلين: سبرينغر.
- أوياما، س. (2000). جينات المعلومات: النظم التطورية والتطور، الطبعة الثانية. دورهام ، نورث كارولاينا: مطبعة جامعة ديوك.
- Oyama، Susan؛ Griffiths، Paul E.؛ Gray، Russell D.، المحررون (2001). Cycles of contingency : developmental systems and evolution. MIT Press. ISBN:9780262150538.Oyama، Susan؛ Griffiths، Paul E.؛ Gray، Russell D.، المحررون (2001). Cycles of contingency : developmental systems and evolution. MIT Press. ISBN:9780262150538. Oyama، Susan؛ Griffiths، Paul E.؛ Gray، Russell D.، المحررون (2001). Cycles of contingency : developmental systems and evolution. MIT Press. ISBN:9780262150538.
- Gottfredson، Linda (2009). "Logical Fallacies Used to Dismiss the Evidence on Intelligence Testing". في Phelps، Richard P. (المحرر). Correcting Fallacies About Educational and Psychological Testing (ط. 1st). American Psychological Association. ISBN:978-1-4338-0392-5.Gottfredson، Linda (2009). "Logical Fallacies Used to Dismiss the Evidence on Intelligence Testing". في Phelps، Richard P. (المحرر). Correcting Fallacies About Educational and Psychological Testing (ط. 1st). American Psychological Association. ISBN:978-1-4338-0392-5. Gottfredson، Linda (2009). "Logical Fallacies Used to Dismiss the Evidence on Intelligence Testing". في Phelps، Richard P. (المحرر). Correcting Fallacies About Educational and Psychological Testing (ط. 1st). American Psychological Association. ISBN:978-1-4338-0392-5.
- وادينجتون ، سي إتش (1957). إستراتيجية الجينات . لندن: ألين وأونوين.

## روابط خارجية
- وليام بكتل ، نظرية النظم التنموية وما بعدها ، شتاء 2006.